# Estatua Kailashnath Mahadev
La estatua Kailashnath Mahadev (कैलाशनाथ महादेव) es una estatua de Shiva que se encuentra en Sanga (Nepal), en la frontera de los distritos de Bhaktapur y Kavrepalanchok, a unos 20 km de Katmandú.
La estatua tiene una altura de 43,58 metros y está construida de cobre, zinc, hormigón y acero. Según la lista de estatuas más altas del mundo, Kailashnath Mahadev es la quincuagésima sexta estatua más alta del mundo. Su construcción comenzó en 2004, siendo concluida en el año 2011.
Fue la estatua dedicada a Shiva más grande del mundo, hasta la inauguración de la Estatua de la Creencia en 2022.